# Vietteilus
Vietteilus is een geslacht van vlinders van de familie vedermotten (Pterophoridae).

## Soorten
- V. stenoptilioides Gibeaux, 1994
- V. vigens (Felder & Rogenhofer, 1875)